# やわらかい月
「やわらかい月」（やわらかいつき）は、山崎まさよし通算10枚目のシングル。2000年2月16日発売。発売元はポリドール・レコード。

## 解説
- NHK水曜ドラマ『ただいま』主題歌。山崎自身もわずかながら同ドラマに出演した。
- 4thアルバム『SHEEP』からのシングルカット。シングルバージョンとして発売された。
- カップリング曲はアルバム未収録の作品。B Side&レアトラック集『OUT OF THE BLUE』に初収録された。

## 収録曲
1. やわらかい月　（3:54）
2. mud skiffle track VII　（1:42）
3. ヌイチャイナ シンドローム　（4:27）

- 作詞・作曲・編曲: 山崎将義
- ストリングスアレンジ: 森英治

## 収録作品
- やわらかい月 （Single Version）
  - BLUE PERIOD
- やわらかい月 （Original Version）
  - SHEEP　（4th アルバム）
- やわらかい月 （Live Version #1）
  - ONE KNIGHT STANDS
- やわらかい月 （Live Version #2）
  - WITH STRINGS
- mud skiffle track VII
  - OUT OF THE BLUE
- ヌイチャイナ シンドローム （Single Version）
  - OUT OF THE BLUE
- ヌイチャイナ シンドローム （Live Version #1）
  - ONE KNIGHT STANDS
- ヌイチャイナ シンドローム （Live Version #2）
  - Transit Time

## 関連人物
- 森英治